# Fatal Fury 3: Road to the Final Victory
Fatal Fury 3: Road to the Final Victory (餓狼伝説3 遥かなる闘い Garō Densetsu 3 Harukanaru Tatakai?, "Legend of the Hungry Wolf 3: The Distant Battle") är ett man mot man-fightingspel från 1995, utgivet av SNK till Neo-Geo som arkad- och konsolspel. Konsolversionerna släpptes till Neo Geo CD, Sega Saturn, Windows 95, och senare till Wii Virtual Console. Spelet finns också på samlingen Fatal Fury Battle Archives Volume 1 till Playstation 2.

## Karaktärer
Spelbara figurer:
- Terry Bogard (röst inläst av Satoshi Hashimoto)
- Andy Bogard (röst inläst av: Keiichi Nanba)
- Joe Higashi (röst inläst av: Nobuyuki Hiyama)
- Mai Shiranui (röst inläst av: Akoya Sogi)
- Geese Howard (röst inläst av: Kong Kuwata)
- Sokaku Mochizuki (röst inläst av: Kōji Ishii), japan vars klan är fiender till Shiranui-skolan
- Bob Wilson (röst inläst av: Toshiyuki Morikawa), en capoeira-mästare från Brasilien anställd som servitör waiter av Richard Meyer
- Hon-Fu (röst inläst av: Toshiyuki Morikawa), nunchaku-svingande polis från Hongkong
- Blue Mary (röst inläst av: Harumi Ikoma), ljushårig kvinnlig agent som utövar sambo, Terry Bogards kärlek.
- Franco Bash (röst inläst av: B. J. Love), italiensk-amerikansk kickboxare som slåss för att rädda sin kidnappade son

Bossar:
- Ryuji Yamazaki (röst inläst av: Kōji Ishii), efterlyst förbrytare som slåss med ena handen i fickan
- Jin Chonshu (röst inläst av: by Kappei Yamaguchi), ung kinesisk pojke som letar efter de hemliga Jin-rullarna
- Jin Chonrei (röst inläst av: Kappei Yamaguchi), Chonshus bror

### Fotnoter
1. ↑  ”Fatal Fury 3: Road to the Final Victory” (på engelska). Mobygames. 10 mars 1995. http://www.mobygames.com/game/fatal-fury-3-road-to-the-final-victory. Läst 26 maj 2014.